# Yolanda Soler
Yolanda Soler Grajera (ur. 9 stycznia 1971 w Madrycie), hiszpańska judoczka. Brązowa medalistka olimpijska z Atlanty.
Walczyła w wadze ekstralekkiej (do 48 kg). Zawody w 1996 były jej drugimi igrzyskami olimpijskimi, debiutowała w 1992 w Barcelonie. Była medalistką mistrzostw kontynentu (trzy razy złoto - 1994, 1995, 1996, srebro w 1992, brąz w 1991 i 1998) i wielokrotną medalistką mistrzostw kraju, m.in. 5 razy zostawała mistrzynią kraju seniorów.